# CHERRYBLOSSOM
CHERRYBLOSSOM（チェリーブロッサム）は、日本のバンド。
ポニーキャニオン所属。名古屋を中心に活動。2007年3月活動開始。略称はチェリブロ。また、ボーカルのMEEKO、MAICOはファンからみぃまいと呼ばれている。

## メンバー
- MEEKO（ミーコ、1月27日生まれ）O型、ボーカル
- MAICO（マイコ、1985年10月13日生まれ[1]）B型、ボーカル
- 83（ヤス、6月8日生まれ）A型、ベース
- ゆっち（1月21日生まれ）AB型、ドラムス

ゆっち以外は名古屋出身。ゆっちは新潟県出身。
元メンバー
- KUPPA（クッパ、8月24日生まれ）A型、ギター。2009年3月をもって、一身上の都合によりバンドを脱退した。

KUPPA脱退後はサポートメンバーとして、元midnightPumpkin(ベースの83が在籍したバンド)のギターYU-ICHIが参加している。またMAICOは2011年3月16日にソロデビューをしている。

## 経歴
- 2006年2月、前の月にスカバンド『midnightPumpkin』を脱退した83が、新バンド結成の礎となるメンバー探しを開始。同年6月にMEEKO、MAICO加入でCHERRYBLOSSOMを結成。2007年2月にKUPPA、ゆっち加入で現在のメンバーになる。
- 翌月の3月にインディーズアルバム制作。同年7月25日にアルバム「Riskygirl」をリリース、2007年12月にTVアニメ『家庭教師ヒットマンREBORN!』の第三期OP「DIVE TO WORLD」でメジャーデビューを果たした。
- 『家庭教師ヒットマンREBORN!』にて、「DIVE TO WORLD」がOPに、「CYCLE」、「桜ロック」、「夢のマニュアル」がEDに使われた。「春風LOVER SONG」はポケモンサンデーで使われている。
- 2010年6月16日に「COMPLETE BEST CHERRYBLOSSOM」をリリースと同時に、名古屋ダイアモンドホールでのライブを最後に解散。
- なお、このベストアルバムにはCHERRYBLOSSOMとしては初のPV、メイキングなどが収録されたDVDが付属する。
- 2016年4月に期間限定復活を果たし、翌2017年にかけて復活ライブを行った[2]。

## ディスコグラフィー
- 最高位は、全てオリコンウィークリーチャートに基づく[3]。

### シングル
|     | 発売日        | タイトル       | 規格 | 規格品番                                                  | 最高位 | 初収録アルバム |
| --- | ------------- | -------------- | ---- | --------------------------------------------------------- | ------ | -------------- |
| 1st | 2007年12月5日 | DIVE TO WORLD  | CD   | PCCA-2576                                                 | 20位   | GO!            |
| 2nd | 2008年3月12日 | 春風LOVER SONG | CD   | PCCA-2637                                                 | 63位   | GO!            |
| 3rd | 2008年7月30日 | CYCLE          | CD   | PCCA-2699                                                 | 22位   | GO!            |
| 4th | 2009年2月18日 | 桜ロック       | CD   | PCCA-2841（通常盤） PCCA-2863（REBORN! EDITION）          | 12位   | 時空           |
| 5th | 2009年12月2日 | 夢のマニュアル | CD   | PCCA-3043（CHERRYBLOSSOM盤） PCCA-3044（REBORN! EDITION） | 24位   | 時空           |

### アルバム
|     | 発売日        | タイトル | 規格 | 規格品番  | 最高位 |
| --- | ------------- | -------- | ---- | --------- | ------ |
| 1st | 2008年9月3日  | GO!      | CD   | PCCA-2727 | 28位   |
| 2nd | 2010年1月20日 | 時空     | CD   | PCCA-3073 |        |

### ミニアルバム
|     | 発売日        | タイトル           | 規格 | 規格品番  | 最高位 |
| --- | ------------- | ------------------ | ---- | --------- | ------ |
| 1st | 2007年7月25日 | Riskygirl          | CD   | SHCC-0005 |        |
| 2nd | 2009年8月19日 | 星空トライアングル | CD   | PCCA-2955 |        |

### ベストアルバム
| 発売日        | タイトル                    | 規格   | 規格品番  | 最高位 |
| ------------- | --------------------------- | ------ | --------- | ------ |
| 2010年6月16日 | COMPLETE BEST CHERRYBLOSSOM | CD+DVD | PCCA-3200 | 45位   |

## タイアップ一覧
| 使用年 | 曲名           | タイアップ                                                                             |
| ------ | -------------- | -------------------------------------------------------------------------------------- |
| 2007年 | DIVE TO WORLD  | テレビ東京系アニメ『家庭教師ヒットマンREBORN!』オープニングテーマ（標的52 - 標的73）   |
| 2008年 | 春風LOVER SONG | 日本テレビ系『音楽戦士 MUSIC FIGHTER』3月オープニングテーマ                            |
| 2008年 | 春風LOVER SONG | 中京テレビ・日本テレビ系『スーパーチャンプル』3月エンディングテーマ                    |
| 2008年 | CYCLE          | テレビ東京系アニメ『家庭教師ヒットマンREBORN!』エンディングテーマ（標的90 - 標的101）  |
| 2008年 | HONEY          | 岩手朝日テレビ『ラクティマプラス!!』エンディングテーマ                                 |
| 2008年 | 信号           | 日本テレビ系『ラジかるッ』2008年9月度エンディングテーマ                                |
| 2009年 | 桜ロック       | テレビ東京系アニメ『家庭教師ヒットマンREBORN!』エンディングテーマ（標的115 - 標的126） |
| 2009年 | 桜ロック       | 中京テレビ『SAKAE TA☆RO』2009年2月度エンディングテーマ                                 |
| 2009年 | 夢のマニュアル | テレビ東京系アニメ『家庭教師ヒットマンREBORN!』エンディングテーマ（標的154 - 標的165） |
| 2009年 | 春風LOVER SONG | テレビ東京系『ポケモン☆サンデー』挿入歌                                                |
| 2010年 | さよならの空   | TBS系『アッコにおまかせ!』1月〜3月エンディングテーマ                                   |